# Metastrangalis
Metastrangalis is een kevergeslacht uit de familie van de boktorren (Cerambycidae). De wetenschappelijke naam van het geslacht werd voor het eerst geldig gepubliceerd in 1960 door Hayashi.

## Soorten
Metastrangalis omvat de volgende soorten:
- Metastrangalis albicornis (Tamanuki, 1943)
- Metastrangalis ochraceoventra (Gressitt, 1935)
- Metastrangalis plavilstshikoviana (Heyrovský, 1934)
- Metastrangalis thibetana (Blanchard, 1871)
- Metastrangalis uenoi Chou & N. Ohbayashi, 2007